# Boxholm
Boxholm – miejscowość (tätort) w Szwecji. Siedziba władz administracyjnych gminy Boxholm w regionie Östergötland. Około 3300
mieszkańców (2016).
W miejscowości jest stacja kolejowa Boxholm.

## Przypisy

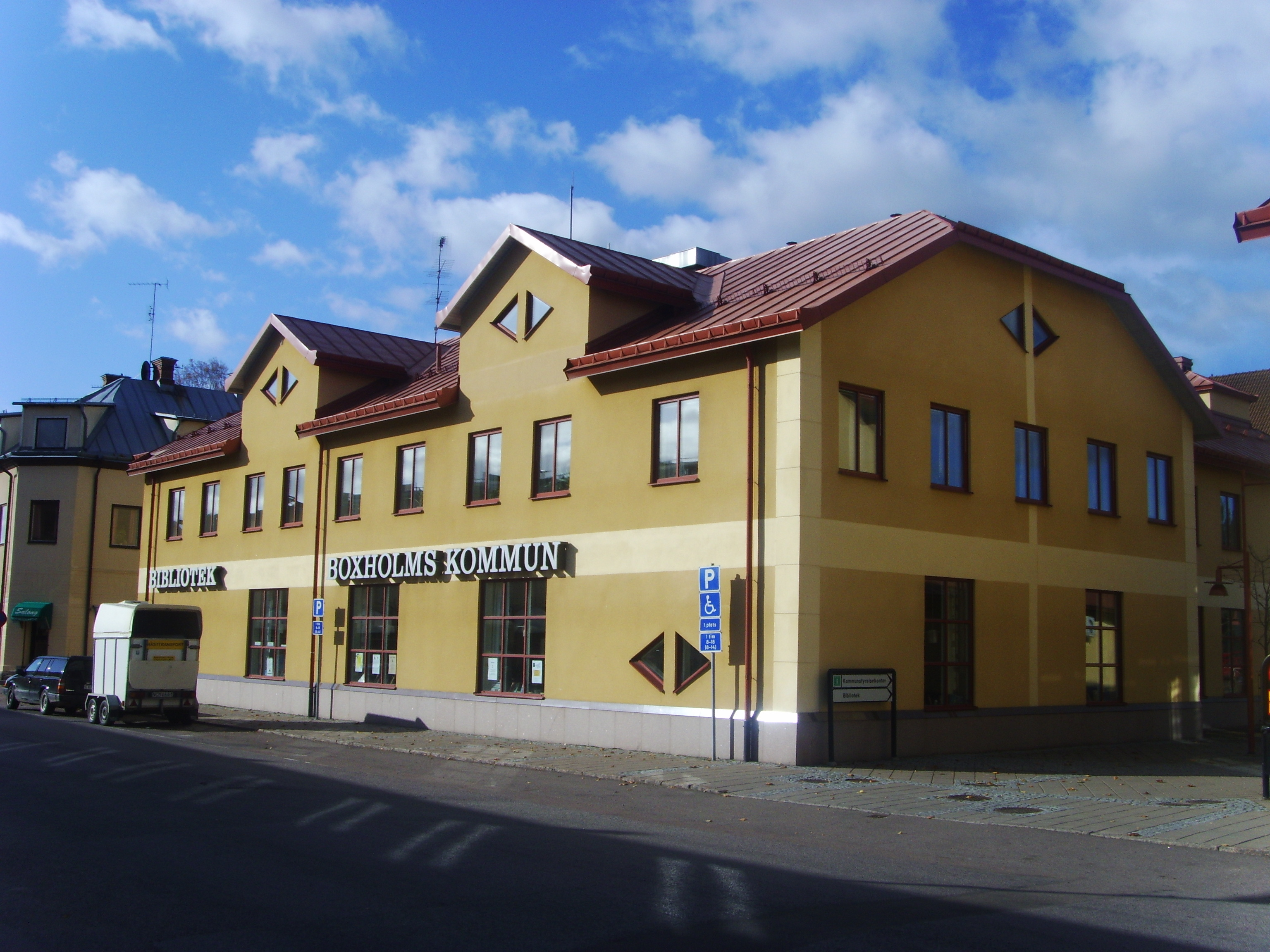
Siedziba władz gminy Boxholm